# Kaplica Potockich na Wawelu
Kaplica Potockich, zwana także Różyców oraz Padniewskiego, pod wezwaniem Oczyszczenia Najświętszej Panny Marii – jedna z dziewiętnastu kaplic katedry wawelskiej. Znajduje się w południowej nawie bocznej, na zachód od kaplicy Szafrańców.

## Historia
Kaplicę ufundował bp Zawisza Kurozwęcki w 1381 r. Pierwotna nazwa kaplicy (Różyców) utarła się od herbu owego biskupa – Róży. Ukończono ją w 1425 r. za Mikołaja Kurozwęckiego (wojewody sandomierskiego). W latach 1572–1575 budowlę przekształcono dla bpa Filipa Padniewskiego na jego mauzoleum, czego dokonał Jan Michałowicz z Urzędowa. Następnie w latach 1832–1840, kosztem Zofii Potockiej, obiekt przebudowano według planów Piotra Nobile na kaplicę grobową rodziny Potockich. Z artystą współpracowali m.in.: Franciszek Lanci i Wilhelm Hofbauer – architekci, Giobbe i Jan Axerio – stiukatorzy oraz Józef Kähsmann i Jan Jerzy Danninger – rzeźbiarze.

## Architektura
Obiekt nakryty jest kopułą, w której przyłuczach znajdują się rzeźbione anioły autorstwa Józefa Kähsmanna. Wnętrze wyłożono sztucznym marmurem, przyozdobionym przez Jana Jerzego Danningera brązami. W ścianie zachodniej znajduje się manierystyczny nagrobek bpa Filipa Padniewskiego, wykonany przez Jana Michałowicza z Urzędowa. Pomnik pozbawiony jest ornamentyki. Figura biskupa, wyrzeźbiona w alabastrze, spoczywa w niszy zamkniętej parzystą podwieszoną arkadą na spłaszczonej tumbie. Całość ujęta jest dwoma kolumnami po bokach, podpierającymi baldachim z kwiatonami. Po lewej stronie umieszczony jest marmurowy posąg Chrystus błogosławiący dłuta Bertela Thorvaldsena (stworzony w latach 1833–1834 w Rzymie), stanowiący pomnik grobowy Artura Potockiego. Projektem tego artysty są znajdujące się w rogu wejścia marmurowe popiersia Artura i Julii Potockiej, wyrzeźbione przez Montiego. Ołtarz wykonał Danninger w 1838 r. Znajdujący się w nim obraz Chrystus Ukrzyżowany, pędzla Giovanniego Francesca Barbieriego (zwanego Guercino), pochodzi z XVII wieku. Kaplicę zamyka żelazna ażurowa krata klasycystyczna z 1. połowy XIX wieku, odlana w Wiedniu w latach 1835–1837, oprawiona w późnobarokowy portal z 1775 r. W nawie na lewo od wejścia umieszczona jest marmurowa tablica erekcyjna z datą przebudowy kaplicy z 1572 r.

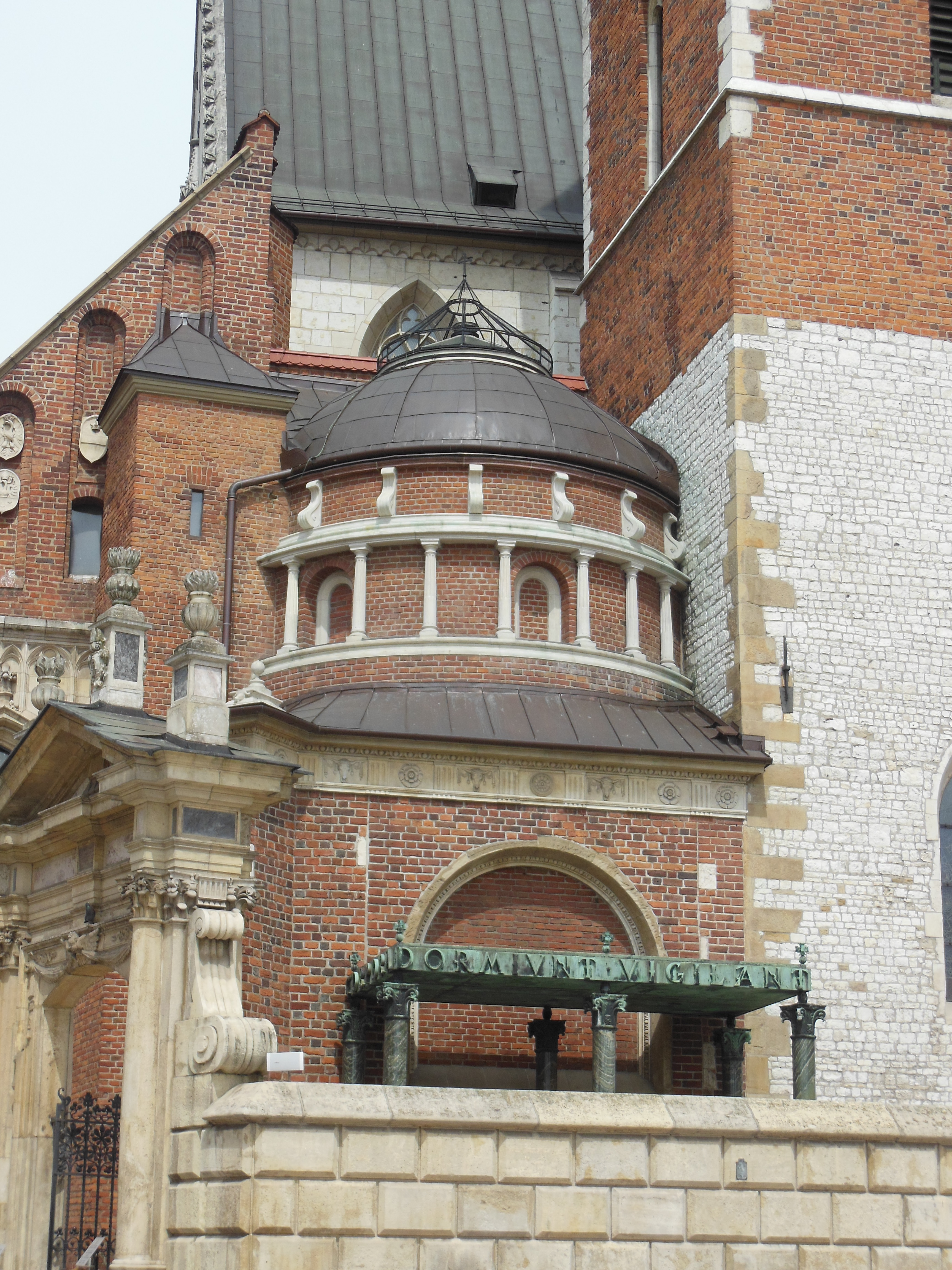
Kaplica od zewnątrz
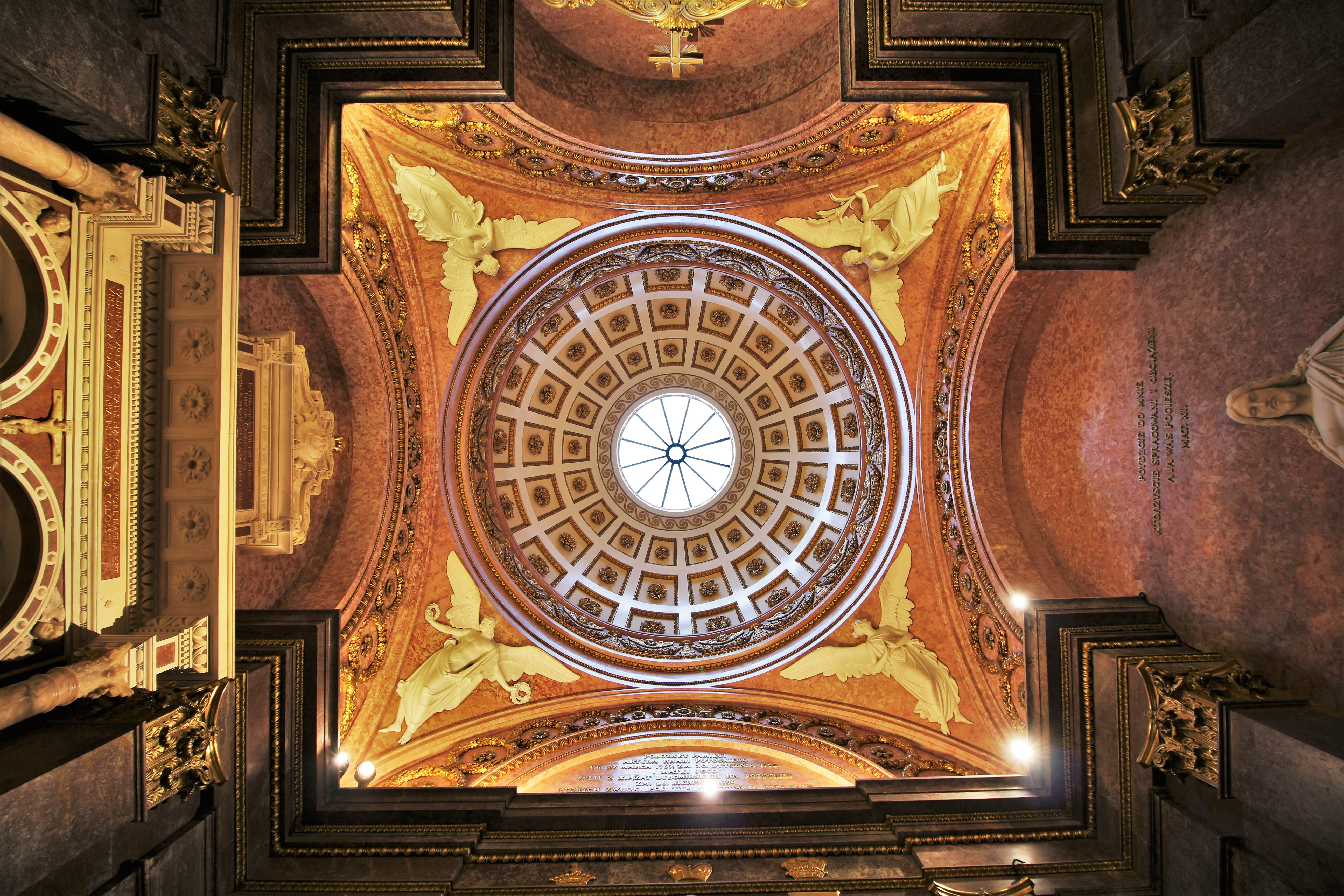
Wnętrze kopuły
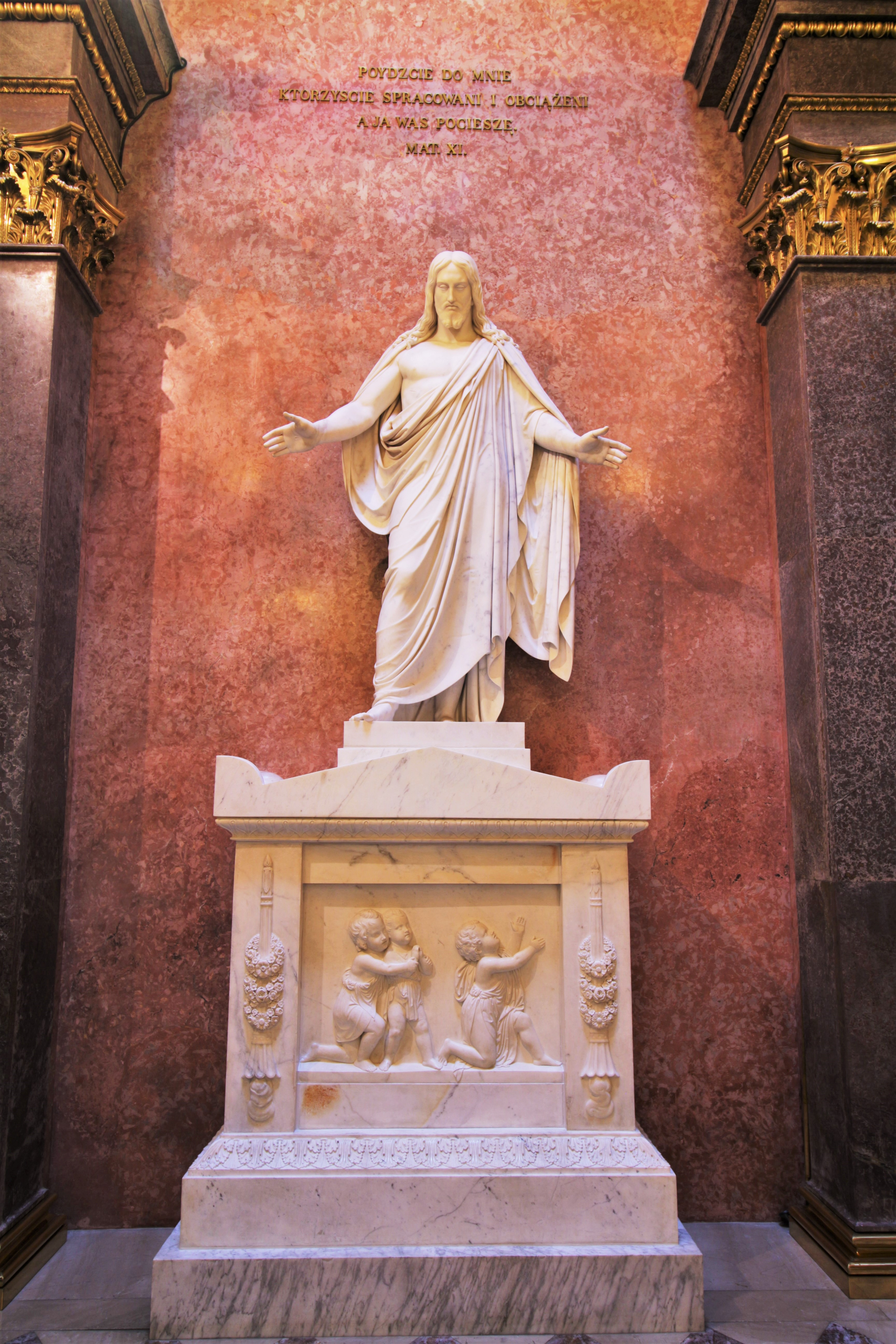
Posąg Chrystusa
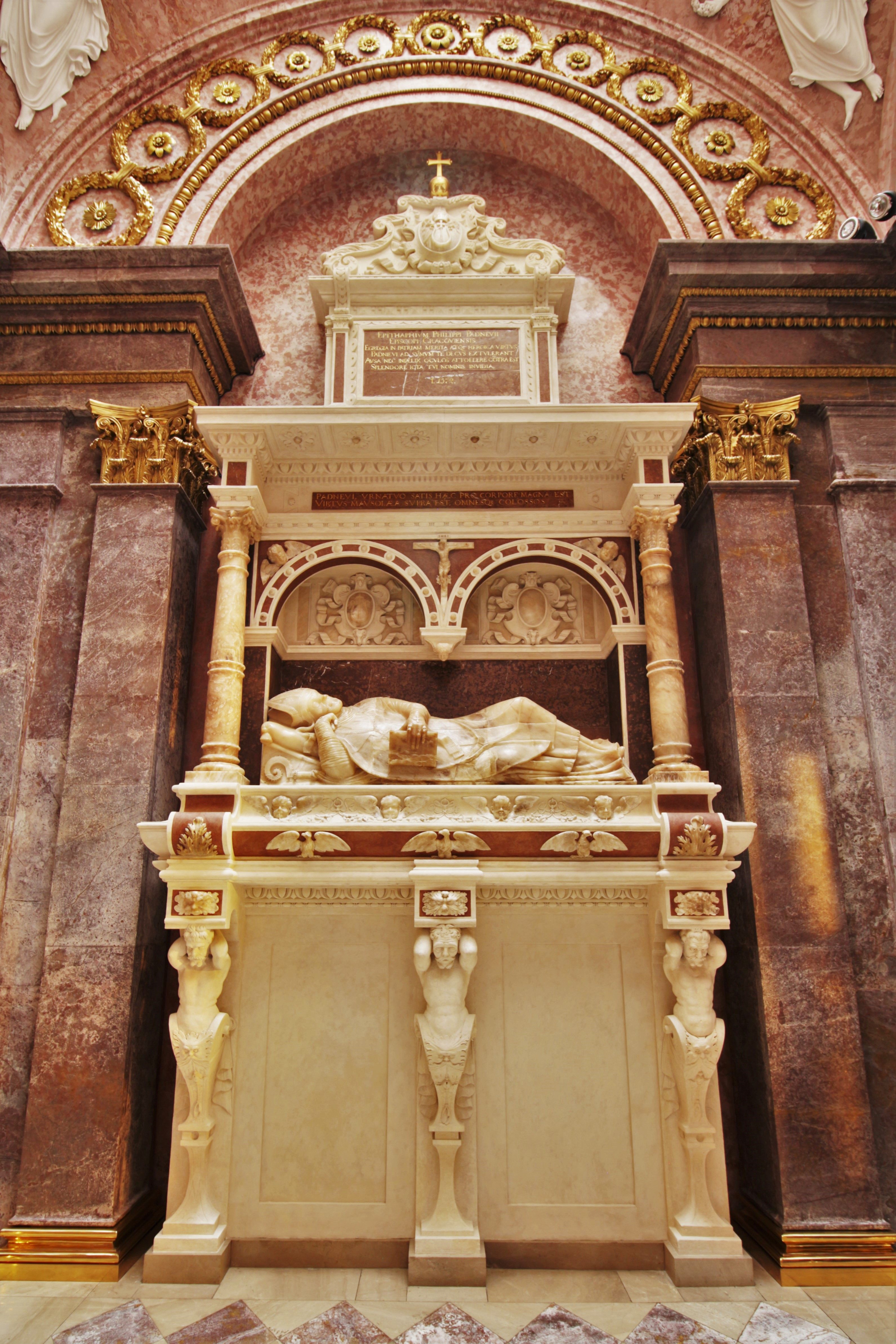
Pomnik nagrobny biskupa Filipa Padniewskiego